# Аокусо, Зитина
Зитина Аокусо (англ. Zitina Aokuso; родилась 23 ноября 1998 года, Пенрит, штат Новый Южный Уэльс, Австралия) — австралийская профессиональная баскетболистка, выступавшая за команду женской национальной баскетбольной лиги «Канберра Кэпиталз». Играет на позиции тяжёлого форварда и центровой. Двукратная чемпионка ЖНБЛ (2018, 2023) и лучший шестой игрок женской НБЛ (2020).
В составе национальной сборной Австралии она стала победительницей чемпионата Азии 2025 года в Шэньчжэне, выиграла бронзовые медали чемпионата Азии 2021 года в Иордании, стала победительницей чемпионата Океании среди девушек до 18 лет 2016 года в Суве, также принимала участие на чемпионате мира среди девушек до 19 лет 2017 года в Италии.

## Ранние годы
Зитина Аокусо родилась 23 ноября 1998 года в городе Пенрит (Новый Южный Уэльс), западном пригороде Сиднея.